# Đèo Măng Đen
Đèo Măng Đen là đèo trên quốc lộ 24 ở vùng giáp ranh huyện Kon Rẫy và huyện Kon Plông, tỉnh Kon Tum, Việt Nam .

## Vị trí
Quốc lộ 24 dài 170 km, từ ngã tư Thạch Trụ 14°53′17″B 108°55′17″Đ / 14,888189°B 108,921487°Đ trên Quốc lộ 1 ở xã Đức Lân, huyện Mộ Đức, tỉnh Quảng Ngãi, đến thành phố Kon Tum 14°21′48″B 108°00′00″Đ / 14,36329°B 107,999977°Đ.
Đèo Măng Đen ở ranh giới thị trấn Đắk Rve 14°30′35″B 108°14′48″Đ / 14,509757°B 108,246529°Đ huyện Kon Rẫy và xã Đắk Long, nay là thị trấn Măng Đen 14°35′55″B 108°17′19″Đ / 14,598513°B 108,288631°Đ huyện lỵ huyện Kon Plông. Đèo ở độ cao từ 1000 - 1200 mét so với mực nước biển.
Tên gọi Măng Đen xuất phát từ tên T’măng Deeng theo tiếng M'Nông có nghĩa là vùng đất bằng phẳng và rộng lớn .

## Thay đổi
Quốc lộ 24 đoạn qua các huyện Kon Rẫy và Kon Plông được mở mới từ năm 2015. Đường đèo mới ít uốn lượn và ít dốc hơn, và phần lớn đường đèo trở thành phố của thị trấn Măng Đen.